# Affenpinscher
Affenpinscher este o rasă de câini din familia Terrier-ilor, de origine germană, datând din secolul XVIII-lea, numele provenind din cuvântul german „Affen”, însemnând maimuță și ”pinscher”, însemnând ”Terrier”.

## Istorie
Rasa Affenpinscher este una din cele mai vechi rase, cunoscute din secolul XVII și astfel de câini apar și la picturi din secolul XV și secolul XVI. Aceștia au fost primii câini cu „față de maimuță” și sunt strămosii celorlalte două rase, Grifon Belgian și Grifon de Bruxelles, care au de asemenea față de maimuță. Se crede că rasa Affenpinscher a existat în două mărimi, cea mică supravețuiește astăzi, cea mare a dispărut.

## Descriere fizică
Affenpinscher-ul are un corp echilibrat, cu păr aspru și aspect de câine-jucărie. Inteligența și buna purtare îl fac un animal de companie foarte bun.
Are blana densă, aspră și are aproape 2.5 cm lungime, aspectul haios fiind dat de lungimea neregulată a blănii și asemănarea cu o maimuță. Affenpinscher are urechile lăsate, iar dacă sunt tăiate devin ridicate. Câinii din această rasă sunt mici, gen Terrier-i, cu sprâncene stufoase și cu o expresie de maimuță poznașă. Blana este aspră și inegală ca lungime de-a lungul corpului ajutând oarecum la expresia lor comică. Au mișcarea vioaie, trufașă.

## Personalitate
Un affenpinscher are personalitate, este amuzant, răutăcios. Inteligența, apariția și atitudinea îl fac un bun animal de companie, însă copii trebuie să fie învățați felul în care să se joace cu acest câine. Mărimea mică îl face potrivit pentru apartament, este foarte activ în casă și are nevoie de exerciții, însă se bucură și pentru plimbări. Affenpinscher este ușor de crescut  și nu roade papucii, este devotat și loial.

## Întreținere

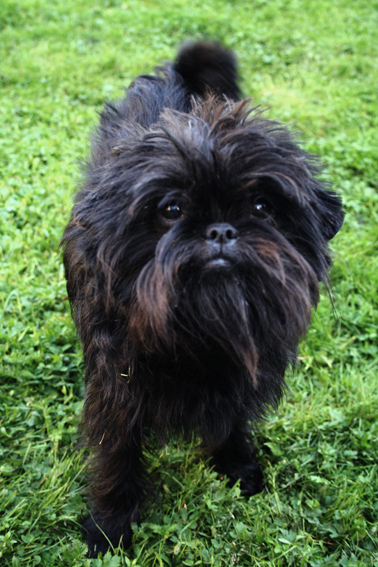
Un Affenpinscher cu blană neagră.

### Blana
Blana affenpinscherului nu trebuie tăiată foarte scurt pentru că poate fi afectată pentru mulți ani; este bine să fie periat, chiar și zilnic. Părul din jurul ochilor e bine să-l tai pentru a preveni iritarea. Fiind uncâine de apartament, păstrează-l curat, iar băile sunt indicate, chiar dacă el nu este prea vesel la contactul cu apa. Bunăvoința și răbdarea ta îl vor calma.

### Reguli de hrănire
Affenii nu au un regim special de hrănire. În general au un apetit mare, deși ocazional devin pretențioși. Au o tendință de a mânca în exces, și se îngrașă ușor dacă nu este supravegheat consumul de mâncare. Un Affenpinscher are nevoie de șase mese pe zi cu porții mici până la vârsta de 6 luni, apoi vei reduce la 3 mese pe zi, crescând în același timp porțiile. După luna a zecea, două mese pe zi vor fi suficiente.

### Sănătate
Affenpinscher este în general o rasă sănătoasă, însă poate dezvolta probleme de sănătate: ulcer cornean, probleme respiratorii, luxații, artrită. Medicii veterinari recomandă ca affenpinscher să fie testat pentru a fi descoperite eventualele probleme ale oaselor sau cardiace.

### Dresaj
Dresajul rasei affenpinscher ar trebui să înceapă devreme, pentru că vor fi mai fericiți atunci când știu ce anume aștepți de la ei. Are nevoie de o metodă de dresaj mai fermă și fiindcă este inteligent, nu răspunde la repetiții. Affenpenscher iubește varietatea sarcinilor așa că nu se plictisește. Un alt aspect important al dresajului este “socializarea” adică să-l obișnuiești cu alți oameni și animale.

## Caracteristici
- Durata de viață: Affenpinscherii pot trăi până la 12-15 ani.
- Înălțimea și greutatea: Femela sau masculul măsoară între 24-28 cm, și cântărește între 3-4 kg.
- Blana: Neagră, argintie, roșiatică.
- Capacitate de naștere: 2-3 pui.